# Berufliches Schulzentrum Bau und Technik Dresden

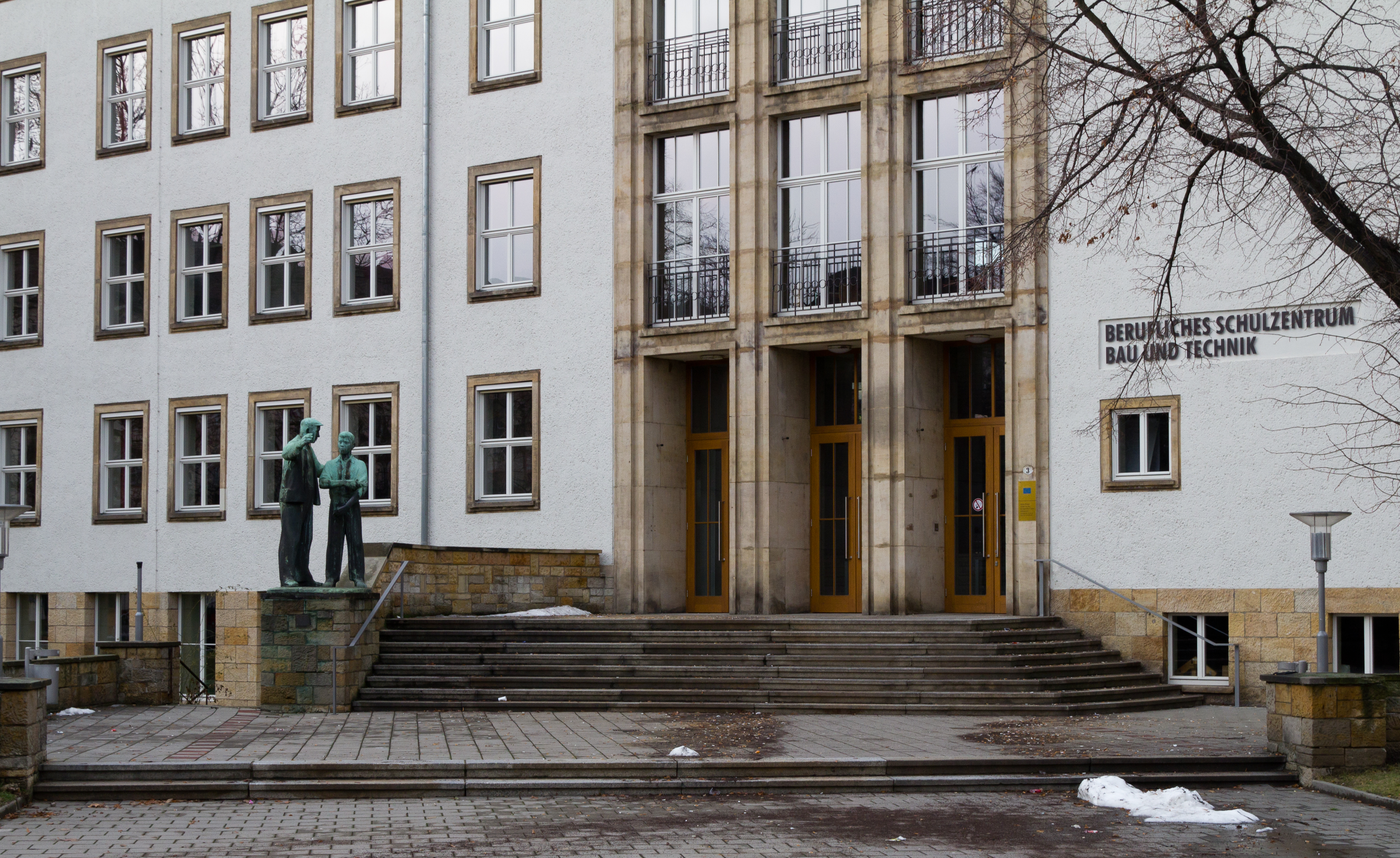
Eingangsbereich mit der Plastik von Wilhelm Landgraf

Das Berufliche Schulzentrum Bau und Technik Dresden (BSZ Bau und Technik Dresden) befindet sich an der Güntzstraße 3–5 in der Pirnaischen Vorstadt in Dresden.

## Beschreibung

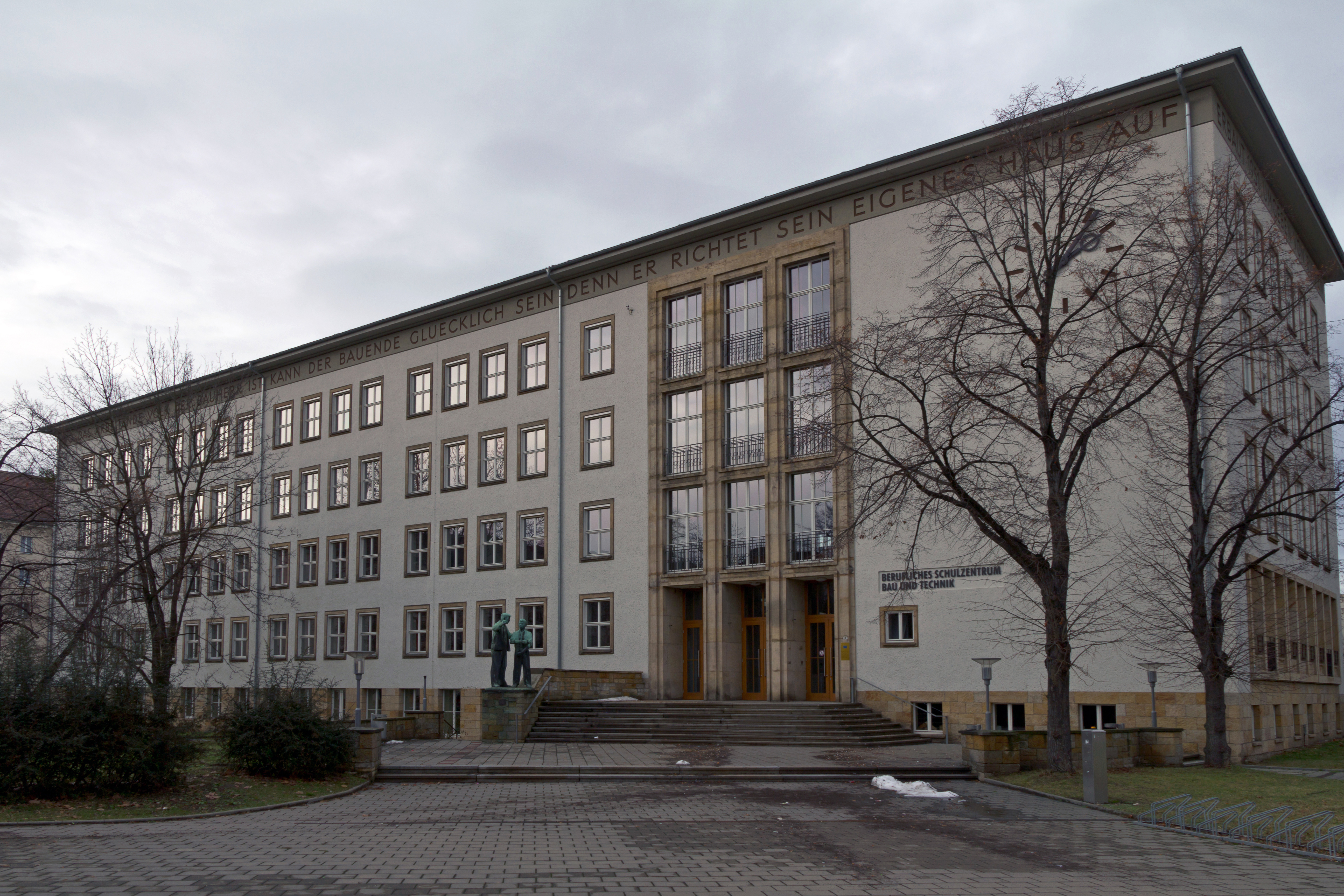
Gebäude (fern)

Das BSZ Bau und Technik in seiner heutigen Form ist aus den drei BSZ „George Bähr“, „Hans Erlwein“ und Technik Dresden entstanden. Alle drei waren ehemals Betriebsberufsschulen, deren Älteste 1951 gegründet wurde.
Das BSZ vereint unter seinem Dach die Schularten Berufsschule, Fachoberschule und Fachschule. Hier erfolgt die duale Ausbildung in den Berufen Maler und Lackierer, Vermessungstechniker, Medientechnologe Druck (Drucker) und Mediengestalter sowie Augenoptiker. Die Fachoberschule führt in einer ein- oder zweijährigen, technisch orientierten Ausbildung zur allgemeinen Fachhochschulreife. Die Fachschulen Bautechnik und Farbtechnik führen als berufliche Weiterbildung zum Staatlich geprüften Techniker.
Das viergeschossige Schulgebäude (heute Haus I) wurde von 1952 bis 1953 nach Entwürfen des Architekten Gottfried Kintzer  mit einer „Sandstein-Putzfassade“ errichtet. Die „künstlerische Absicht“ des Architekten ist an der „Spannung“ zu erkennen, die zwischen den großen Treppenhausfenstern im Eingangsbereich, der großen Wandfläche mit der Uhr und den Klassenzimmernfenstern mit ihrer gleichmäßigen Anordnung entsteht. Der Eingang wurde mit einer Freitreppe und einer Plastik von Wilhelm Landgraf versehen. Unter dem Dachgesims des Gebäudes befinden sich umlaufend ein als Sgraffito ausgeführtes Schriftband: 

„ERBAUT 1951 UMGEBEN VON RUINEN“

„WO DAS ARBEITENDE VOLK DER BAUHERR IST KANN DER BAUENDE GLUECKLICH SEIN DENN ER RICHTET SEIN EIGENES HAUS AUF“

„LERNEN UND BAUEN HEISST LEBEN“

„FRIEDEN GEMEINSCHAFT WISSEN UND PLAN SIND DIE FUNDAMENTE AUF DENEN DAS DEUTSCHE VOLK SEIN GLUECK ERBAUEN MUSS“

Von 1972 bis 1973 wurde nach Plänen der Architekten Wolfgang Klossek und Sybille Kriesche ein Anbau in Großplattenbauweise errichtet, wobei die Brüstungsfelder mit Meißner Keramikplatten versehen worden sind.
Das denkmalgeschützte Gebäude Haus I wurde von 2003 bis 2005 für 4,5 Millionen Euro saniert.
Es gab von August 2004 bis 2008 eine Außenstelle in Dresden-Reick.